# Бруклендс (Крайстчерч)
У этого топонима есть и другие значения, см. Бруклендс.
Бруклендс (англ. Brooklands) — самый северный пригород Крайстчерча на Южном острове Новой Зеландии. Поселение было построено на территории болотистой низменности, примыкающей к лагуне Бруклендс, около устья реки Уиамакарири. Разрушения, полученные в результате землетрясений 2010 и двух 2011 годов, привели к тому, что правительство Новой Зеландии выкупило у собственников землю и недвижимость в пригороде, а Управление статистики Новой Зеландии перестало учитывать пригород как обособленную статистическую единицу.

## Географическое положение

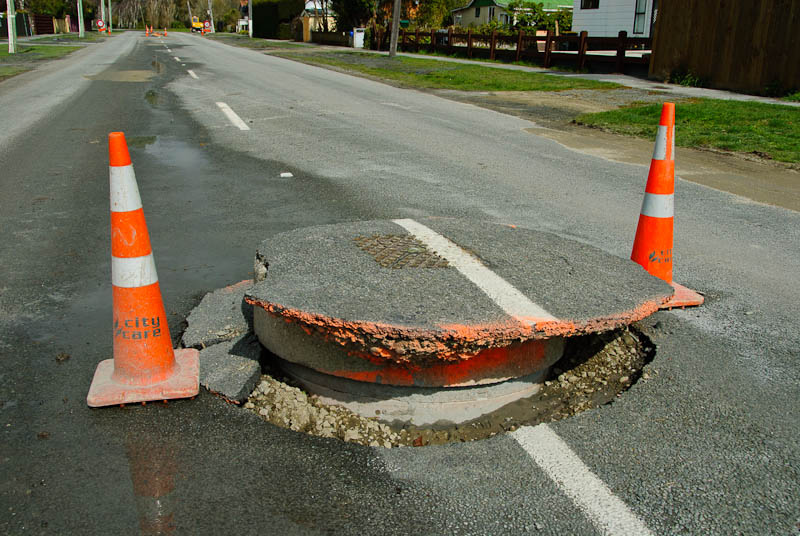
Разрушения в Бруклендсе, полученные в результате землетрясения 2010 года; канализационный люк всплыл в результате разжижения грунтов.

С севера пригород ограничивает русло реки Уаимакарири, на востоке пригорода находится лагуна Бруклендс, являющаяся частью устья реки Уаимакарири. По территории пригорода протекает река Стикс. На западе Бруклендса находится аграрный пригород Каинга (англ. Kainga). На юге находится лес Батл-Лейк.

## История
В 1960-х годах пригород представлял собой «ветхий посёлок из фибролитовых домов», а качественное жильё было «фактически предметом дискуссий». Пятьюдесятью годами позже здания в пригороде стали гораздо более крепкими и прочными.

### Землетрясения 2010—2011 годов
Бруклендс сильно пострадал в результате разжижения грунтов, вызванного землетрясениями в сентябре 2010, феврале 2011 и в июне 2011 годов. На одном из этапов восстановления после землетрясений, 17 ноября 2011 года правительство Новой Зеландии объявило подавляющую часть территории Бруклендса так называемой «красной зоной». Это означало, что застрахованная земля и имущество на этой территории могли быть выкуплены правительством. Ремонт здесь был признан нерентабельным. При этом некоторые здания были совсем новыми, а как минимум одно здание было введено в эксплуатацию уже после землетрясения в феврале 2011 года. Объявление территории Бруклендса «красной зоной» означало, что пригород прекратил своё существование и должен быть стёрт на картах.